# Jaume Camps i Rovira
Jaume Camps i Rovira   (Barcelona, 9 de novembre de 1944 - 2 de desembre de 2022) fou un polític i advocat català.

## Biografia
Llicenciat en dret per la Universitat de Barcelona i diplomat en estudis tributaris i financera, fou membre del Sindicat Democràtic d'Estudiants i durant els darrers anys del franquisme va defensar polítics jutjats en consell de guerra i davant el Tribunal d'Ordre Públic. Després treballà en un bufet especialitzat en dret mercantil, inversions
estrangeres i control de canvis.
Va ingressar a Convergència Democràtica de Catalunya el 1975, partit del que en fou representant a l'Assemblea de Catalunya i al Consell de Forces Polítiques de Catalunya. Ha estat vicepresident de l'Associació per a les Nacions Unides a Espanya.
Fou elegit diputat per CiU al Parlament de Catalunya on va estar set legislatures, des de les eleccions al Parlament de Catalunya de 1980 fins al 2003, on va ser portaveu de CiU a la Comissió d'Organització i Administració de la Generalitat i Govern Local. El 1989 va presidir la comissió que va votar per primer cop una resolució reconeixent el dret a l’autodeterminació de Catalunya. El 2004 renuncià al seu escó i fou proposat per CiU com a membre del Consell Consultiu.
El 19 de febrer de 2012 el jutge del cas Millet li va prendre declaració com a imputat per un suposat pagament de la constructora Ferrovial, tot i que anteriorment ja negà els fets públicament al·legant que corresponien a «honoraris professionals puntualment declarats en compliment dels deures fiscals». Més endavant, el setembre de 2014, el jutge va declarar arxivat el cas al·legant que en cas que hi hagués hagut delicte, aquest ja estava prescrit.
Va morir el 2 de desembre de 2022 a 78 anys.